# Summer Sanders
Summer Elisabeth Sanders, född 13 oktober 1972 i Roseville i Kalifornien, är en amerikansk före detta simmare.
Sanders blev olympisk guldmedaljör på 200 meter fjärilsim vid sommarspelen 1992 i Barcelona.